# Laktobacili
Laktobacili (lat.Lactobacillus; lac, genitiv lactis: mlijeko + bacil), rod grampozitivnih štapićastih bakterija koje šećere razgrađuju u mliječnu kiselinu fermentativnim putem. S pomoću pojedinih vrsta laktobacila dobivaju se različiti proizvodi mliječno-kiseloga vrenja (jogurt, kefir, kiselo mlijeko). Postoji blizu 150 vrsta, a pripadaju koljenu Firmicutes.
Neki laktobacili, sastojci tzv. biojogurta (Lactobacillus reuteri, Lactobacillus rhamnosus), u probavnome traktu proizvode antibakterijske tvari (probiotici: reuterin) koje inhibiraju rast nepoželjnih proteolitičkih bakterija. Laktobacili imaju važnu ulogu u siliranju krmiva, prirodnom konzerviranju zelja i maslina, pretvorbi jabučne u mliječnu kiselinu u vinu (Lactobacillus plantarum), pri zrenju kobasica i salama (L. sakei, L. curvatus, L. plantarum) te u industrijskoj proizvodnji tehničke ili prehrambene mliječne kiseline iz melase i škrobnih hidrolizata (L. delbrueckii) ili sirutke (L. delbrückii ssp. bulgaricus). Također su uzročnici zubnoga karijesa, kvare pivo (L. brevis) i vino te smanjuju prinos u proizvodnji etanola.

## Vrste
1. Lactobacillus acetotolerans
2. Lactobacillus acidifarinae
3. Lactobacillus acidipiscis
4. Lactobacillus acidophilus
5. Lactobacillus agilis
6. Lactobacillus algidus
7. Lactobacillus alimentarius
8. Lactobacillus amylolyticus
9. Lactobacillus amylophilus
10. Lactobacillus amylotrophicus
11. Lactobacillus amylovorus
12. Lactobacillus animalis
13. Lactobacillus antri
14. Lactobacillus apodemi
15. Lactobacillus aquaticus
16. Lactobacillus aviarius
17. Lactobacillus bifermentans
18. Lactobacillus bobalius
19. Lactobacillus brevis
20. Lactobacillus buchneri
21. Lactobacillus cacaonum
22. Lactobacillus camelliae
23. Lactobacillus capillatus
24. Lactobacillus casei
25. Lactobacillus ceti
26. Lactobacillus coleohominis
27. Lactobacillus collinoides
28. Lactobacillus composti
29. Lactobacillus concavus
30. Lactobacillus coryniformis
31. Lactobacillus crispatus
32. Lactobacillus crustorum
33. Lactobacillus curvatus
34. Lactobacillus delbrueckii
35. Lactobacillus dextrinicus
36. Lactobacillus diolivorans
37. Lactobacillus equi
38. Lactobacillus equicursoris
39. Lactobacillus equigenerosi
40. Lactobacillus fabifermentans
41. Lactobacillus farciminis
42. Lactobacillus farraginis
43. Lactobacillus fermentum
44. Lactobacillus floricola
45. Lactobacillus florum
46. Lactobacillus fornicalis
47. Lactobacillus fructivorans
48. Lactobacillus frumenti
49. Lactobacillus fuchuensis
50. Lactobacillus futsaii
51. Lactobacillus gallinarum
52. Lactobacillus gasseri
53. Lactobacillus gastricus
54. Lactobacillus ghanensis
55. Lactobacillus gigeriorum
56. Lactobacillus graminis
57. Lactobacillus hammesii
58. Lactobacillus hamsteri
59. Lactobacillus harbinensis
60. Lactobacillus hayakitensis
61. Lactobacillus helveticus
62. Lactobacillus hilgardii
63. Lactobacillus homohiochii
64. Lactobacillus hordei
65. Lactobacillus iners
66. Lactobacillus ingluviei
67. Lactobacillus intestinalis
68. Lactobacillus jensenii
69. Lactobacillus johnsonii
70. Lactobacillus kalixensis
71. Lactobacillus kefiranofaciens
72. Lactobacillus kefiri
73. Lactobacillus kimchicus
74. Lactobacillus kimchii
75. Lactobacillus kisonensis
76. Lactobacillus kitasatonis
77. Lactobacillus koreensis
78. Lactobacillus kunkeei
79. Lactobacillus lindneri
80. Lactobacillus malefermentans
81. Lactobacillus mali
82. Lactobacillus manihotivorans
83. Lactobacillus mindensis
84. Lactobacillus mucosae
85. Lactobacillus murinus
86. Lactobacillus nagelii
87. Lactobacillus namurensis
88. Lactobacillus nantensis
89. Lactobacillus nasuensis
90. Lactobacillus nodensis
91. Lactobacillus odoratitofui
92. Lactobacillus oeni
93. Lactobacillus oligofermentans
94. Lactobacillus oris
95. Lactobacillus otakiensis
96. Lactobacillus ozensis
97. Lactobacillus panis
98. Lactobacillus pantheris
99. Lactobacillus parabrevis
100. Lactobacillus parabuchneri
101. Lactobacillus paracasei
102. Lactobacillus paracollinoides
103. Lactobacillus parafarraginis
104. Lactobacillus parakefiri
105. Lactobacillus paralimentarius
106. Lactobacillus paraplantarum
107. Lactobacillus paucivorans
108. Lactobacillus pentosus
109. Lactobacillus perolens
110. Lactobacillus plantarum
111. Lactobacillus pobuzihii
112. Lactobacillus pontis
113. Lactobacillus psittaci
114. Lactobacillus rapi
115. Lactobacillus rennini
116. Lactobacillus reuteri
117. Lactobacillus rhamnosus
118. Lactobacillus rogosae
119. Lactobacillus rossiae
120. Lactobacillus ruminis
121. Lactobacillus saerimneri
122. Lactobacillus sakei
123. Lactobacillus salivarius
124. Lactobacillus sanfranciscensis
125. Lactobacillus saniviri
126. Lactobacillus satsumensis
127. Lactobacillus secaliphilus
128. Lactobacillus selangorensis
129. Lactobacillus senioris
130. Lactobacillus senmaizukei
131. Lactobacillus sharpeae
132. Lactobacillus siliginis
133. Lactobacillus similis
134. Lactobacillus spicheri
135. Lactobacillus sucicola
136. Lactobacillus suebicus
137. Lactobacillus sunkii
138. Lactobacillus taiwanensis
139. Lactobacillus thailandensis
140. Lactobacillus tucceti
141. Lactobacillus ultunensis
142. Lactobacillus uvarum
143. Lactobacillus vaccinostercus
144. Lactobacillus vaginalis
145. Lactobacillus versmoldensis
146. Lactobacillus vini
147. Lactobacillus xiangfangensis
148. Lactobacillus zeae
149. Lactobacillus zymae